# تونینیو دوس سانتوس
تونینیو دوس سانتوس (به پرتغالی: Antonio Teodoro dos Santos) مهاجم اهل برزیل است که در شهر Ibaipora و در تاریخ ۲۹ مهٔ ۱۹۶۵ به دنیا آمده‌است.

## باشگاهی
تونینیو دوس سانتوس در تیم‌های فوتبال Luis Ángel Firpo سابقهٔ حضور دارد.